# Свазиленд на Светском првенству у атлетици у дворани 2014.
Свазиленд је учествовао на Светском првенству у атлетици у дворани 2014. одржаном у Сопоту од 7. до 9. марта. Репрезентацију Свазиленда на њеном десетом учествовању на светским првенствима у дворани представљао је један атлетичар који се такмичио у трци на 60 метара.,
На овом првенству Свазиленд није освојио ниједну медаљу али је оборен национални рекорд.

## Учесници
Мушкарци:
- Сибусисо Матсенџва — 60 м

## Резултати

### Мушкарци
| Атлетичар          | Дисциплина | Лични рекорд | Квалификације | Квалификације | Полуфинале           | Полуфинале           | Финале               | Финале       | Детаљи |
| Атлетичар          | Дисциплина | Лични рекорд | Резултат      | Место         | Резултат             | Место                | Резултат             | Место        | Детаљи |
| ------------------ | ---------- | ------------ | ------------- | ------------- | -------------------- | -------------------- | -------------------- | ------------ | ------ |
| Сибусисо Матсенџва | 60 м       | 7,04 НР      | 6,88 НР       | 6. у гр. 1    | Није се квалификовао | Није се квалификовао | Није се квалификовао | 34 / 43 (44) |        |